# السلامة الجسدية
السلامة الجسدية هي حرمة الجسد المادي وتؤكد على أهمية حق الأستقلال الذاتي وحرية إرادة الأشخاص على أجسادهم. في مجال حقوق الإنسان يعتبر انتهاك السلامة الجسدية لأي شخص غير أخلاقيا، تدخليا، وربما جنائيا .

## نظرة عامة
السلامة الجسدية هي إحدى القدرات الأساسية العشر لمارثا نوسباوم (الفيلسوفة ودكتورة القانون) .
حيث إنها تعرف السلامة الجسدية على أنها " القدرة على الأنتقال بحرية من مكان إلى اخر، القدرة على أن تكون أمنا من الأعتداءات العنيفة وتتضمن  الأعتداءات الجنسية... الحصول على فرص للرضا الجنسي وفي حق الأختيار في أمور الإنجاب.

## حقوق الإنسان
تحمي وثيقتان دوليتان رئيسيتان هذه الحقوقːالإعلان العالمي لحقوق اللإنسان والعهد الدولي الخاص بالحقوق المدنية والسياسية .
مشروع حقوق الإنسان والحقوق الدستورية الذي مول من قبل كلية الحقوق في كولومبيا، حدد أربعة أشكال لأعتداء الحكومة على السلامة الجسدية للأشخاص وهم ː الحق في الحياة، العبودية، السخرة، أمن الأشخاص، التعذيب والمعاملة اللا إنسانية أو القاسية أو المهينة .

## حقوق النساء
على الرغم من السلامة الجسدية الممنوحة للجميع (وفقا لنهج القدرات)، فإن النساء دائما ما يكونون الأكثر تأثرا في العنف المبني على أساس النوع .
يتضمن ذلك الأعتداء الجنسي، الحمل غير المرغوب فيه، العنف المنزلي ومحدودية الوصول إلى وسائل منع الحمل .
تم تناول هذه المبادئ في مؤتمر عمل CCL حول حقوق المرأة كحقوق الإنسان .
عرف المؤتمر السلامة الجسدية على أنه حق تستحقه جميع النساء ː «إن سلامة الجسد توحد النساء ولا يمكن لأي أمرأة أن تقول أنها لا تطبق عليها»
كما عرف من قبل المشاركين في المؤتمر، فإن ما يلي هو حقوق السلامة الجسدية التي يجب أن يتم ضمانها للمرأة :
٭حرية التحرك
٭أمن الأشخاص
٭الحقوق الجنسية والإنجابية
٭صحة النساء
٭كسر عزلة النساء
٭التعليم
٭الشبكات